# Marcelle Gerar
Marcelle Gerar, née Marcelle Regereau le 26 juin 1891 à Schaerbeek (Bruxelles) et morte le 1er mai 1970 à Paris, est une soprano française.

## Biographie
Marcelle Gerar, pseudonyme de Marcelle Marguerite Augustine Regereau, est une soprano française.
Elle fut une amie et interprète de Maurice Ravel, dont elle créa en avril 1924 à Londres Ronsard à son âme, mélodie commandée par Henry Prunières pour La Revue musicale et dont elle est la dédicataire,. En mai 1924, elle voyagea avec Ravel à Barcelone pour la première audition espagnole de Ronsard à son âme. C'est elle qui mit en contact le compositeur avec le sculpteur Léon Leyritz, qui en réalisa un buste en 1927-1928. En juin 1928, elle organisa une fête en l'honneur de Ravel au Belvédère de Montfort-l'Amaury en présence de nombreux invités, pour fêter le retour du compositeur de quatre mois de tournée en Amérique du Nord. Le buste de Ravel par Leyritz fut inauguré lors de cette fête, où le poète belge René Kerdyk lut un poème. En 1956, elle seconda René Chalupt pour publier une anthologie de 186 correspondances de Ravel.
Elle fut mariée à Jean Bedetti dont elle divorça en 1917 et se remaria en 1920 au marionnettiste Marcel Temporal (1881-1964). Elle est la mère des marionnettistes Jean-Loup Temporal (1921-1983) et Ariel Temporal (1924-2011).

## Écrits
: document utilisé comme source pour la rédaction de cet article.
- « L’impromptu de Montfort », La Revue musicale, no 187,‎ décembre 1938, p. 182-185
- À la recherche du chant perdu : Conversation et conseils sur l’art du chant : quelques anecdotes et souvenirs de vingt-cinq années de carrière (préf. Reynaldo Hahn), Paris, Alphonse Leduc, 1938, 127 p.
- Ravel au miroir de ses lettres : correspondance réunie par Marcelle Gerar et René Chalupt, Paris, Robert Laffont, 1956, 280 p. (BNF 32558157) Méritoire anthologie de 186 correspondances de Maurice Ravel, avec toutefois peu de fiabilité éditoriale : nombreuses erreurs de transcription et de dates, coupes volontaires, noms de personnes citées rendus anonymes X, Y, etc ; ce livre a paru 32 ans plus tard dans une traduction russe à Leningrad aux éditions Muzika en 1988

## Discographie (78 tours)
- Chansons françaises du 16esiècle, Anthologie sonore, 1935[9].
- Georges Migot, Chanson bohème, Le page, Liliane au jardin joli, Sabbat sur des poèmes de Tristan Klingsor, Polydor, 1940.
- Maurice Ravel, Shéhérazade, sur des poèmes de Tristan Klingsor, pour voix et orchestre, Gramophone, 1928. (sous la direction de Piero Coppola)

## Distinctions
- 1930 : Officier d'Académie[10]